# Matriz triangular

Exemplo de uma matriz triangular superior. Os elementos de valor maior que zero estão destacados em azul.

Em matemática, no ramo da álgebra linear, uma matriz é triangular quando os elementos acima ou abaixo da diagonal principal são zero, sendo chamada matriz triangular inferior e matriz triangular superior, respectivamente. A matriz triangular é um tipo especial de matriz quadrada e toda matriz diagonal é uma matriz triangular. Formas especiais de matriz triangular incluem a matriz unitriangular, a matriz estritamente triangular e a matriz triangular atômica.
Como as equações matriciais com matrizes triangulares são mais fáceis de resolver, elas são muito importantes na análise numérica. Pelo algoritmo de decomposição da LU, uma matriz invertível pode ser escrita como o produto de uma matriz triangular inferior L e de uma matriz triangular superior U se e somente se todos os menores principais líderes forem diferentes de zero .

## Definição
Existem dois tipos de matrizes triangulares, as quais definem-se como:
Matriz triangular superior é aquela em que os elementos abaixo da diagonal principal são nulos: {\displaystyle \forall i>j,a_{ij}=0\,}
{\displaystyle {\begin{bmatrix}a_{11}&a_{12}&a_{13}&a_{14}&\cdots &a_{1n}\\0&a_{22}&a_{23}&a_{24}&\cdots &a_{2n}\\0&0&a_{33}&a_{34}&\cdots &a_{3n}\\0&0&0&a_{44}&\cdots &a_{4n}\\\vdots &\vdots &\vdots &\vdots &\ddots &\vdots \\0&0&0&0&\cdots &a_{nn}\end{bmatrix}}}
Matriz triangular inferior é aquela em que os elementos acima da diagonal principal são nulos: {\displaystyle \forall i<j,a_{ij}=0\,}
{\displaystyle {\begin{bmatrix}a_{11}&0&0&0&\cdots &0\\a_{21}&a_{22}&0&0&\cdots &0\\a_{31}&a_{32}&a_{33}&0&\cdots &0\\a_{41}&a_{42}&a_{43}&a_{44}&\cdots &0\\\vdots &\vdots &\vdots &\vdots &\ddots &\vdots \\a_{n1}&a_{n2}&a_{n3}&a_{n4}&\cdots &a_{nn}\end{bmatrix}}}
Pode-se definir, também, uma matriz diagonal, a qual é uma matriz triangular superior e inferior. Abaixo são apresentados alguns exemplos:
- {\displaystyle {\begin{bmatrix}1&2&3&4\\0&5&6&7\\0&0&8&9\\0&0&0&10\end{bmatrix}}} é uma matriz triangular superior.
- {\displaystyle {\begin{bmatrix}1&0&0&0\\2&3&0&0\\4&5&6&0\\7&8&9&10\end{bmatrix}}} é uma matriz triangular inferior.
- {\displaystyle {\begin{bmatrix}1&0&0&0\\0&2&0&0\\0&0&3&0\\0&0&0&4\end{bmatrix}}} é uma matriz triangular superior e inferior, ou seja, é uma matriz diagonal.
- {\displaystyle {\begin{bmatrix}1&0&0&0&\cdots &0\\0&1&0&0&\cdots &0\\0&0&1&0&\cdots &0\\0&0&0&1&\cdots &0\\\vdots &\vdots &\vdots &\vdots &\ddots &\vdots \\0&0&0&0&\cdots &1\end{bmatrix}}} representa a matriz identidade, que é uma matriz diagonal, sendo, também, uma matriz triangular.

## Propriedades
Uma matriz que é simultaneamente triangular e normal também é diagonal. Isso pode ser visto observando-se as entradas diagonais de {\displaystyle A^{*}A} e {\displaystyle AA^{*}}, onde {\displaystyle A} é uma matriz triangular normal.
A transposta de uma matriz triangular superior é uma matriz triangular inferior e vice-versa.
Se uma matriz é triangular (superior ou inferior ou diagonal), o seu determinante é o produto dos elementos da diagonal principal.
Seja {\displaystyle A} uma matriz triangular quadrada de ordem {\displaystyle n}, então {\displaystyle {\displaystyle \det A=a_{1,1}\cdot a_{2,2}\cdot \cdots \cdot a_{n,n}=\prod _{i=1}^{n}a_{i,i}}}.
A triangularidade superior é preservada por muitas operações:
- A soma de duas matrizes triangulares superiores é triangular superior.
- O produto de duas matrizes triangulares superiores é triangular superior.
- O inverso de uma matriz triangular superior, quando existente, é triangular superior.
- O produto de uma matriz triangular superior e de um escalar é triangular superior.

Todos esses resultados são válidos para matrizes triangulares inferiores no lugar de superiores; em particular. No entanto, as operações que misturam matrizes triangulares superiores e inferiores não produzem, geralmente, matrizes triangulares. Por exemplo, a soma de uma matriz triangular superior e inferior pode ser qualquer matriz; o produto de uma matriz triangular inferior com uma matriz triangular superior também não é necessariamente triangular.

## Sistemas lineares
A equação matricial {\displaystyle Lx=b} pode ser escrita como um sistema de equações lineares:
{\displaystyle {\begin{bmatrix}\ell _{1,1}x_{1}&&&&&&&=&b_{1}\\\ell _{2,1}x_{1}&+&\ell _{2,2}x_{2}&&&&&=&b_{2}\\\vdots &&\vdots &&\ddots &&&&\vdots \\\ell _{m,1}x_{1}&+&\ell _{m,2}x_{2}&+&\dotsb &+&\ell _{m,m}x_{m}&=&b_{m}\\\end{bmatrix}}}
Observe que a primeira equação ({\displaystyle \ell _{1,1}x_{1}=b_{1}}) envolve apenas {\displaystyle x_{1}} e, portanto, pode-se resolver diretamente {\displaystyle x_{1}}. A segunda equação envolve apenas {\displaystyle x_{1}} e {\displaystyle x_{2}} e, portanto, pode ser resolvida assim que substituído o valor já determinado para {\displaystyle x_{1}}. Continuando dessa maneira, a {\displaystyle k}-ésima equação envolve apenas {\displaystyle x_{1},\dots ,x_{k}}e é possível resolver para {\displaystyle x_{k}} usando os valores anteriormente resolvidos para {\displaystyle x_{1},\dots ,x_{k-1}}.
As fórmulas resultantes, conhecidas como método da substituição direta, são:
{\displaystyle {\begin{aligned}x_{1}&={\frac {b_{1}}{\ell _{1,1}}},\\x_{2}&={\frac {b_{2}-\ell _{2,1}x_{1}}{\ell _{2,2}}},\\&\ \ \vdots \\x_{m}&={\frac {b_{m}-\sum _{i=1}^{m-1}\ell _{m,i}x_{i}}{\ell _{m,m}}}.\end{aligned}}}
Uma equação matricial com uma matriz triangular superior {\displaystyle U} pode ser resolvida de maneira análoga, apenas trabalhando-se para trás, em um procedimento conhecido como método da substituição reversa.

### Aplicações
A substituição direta é usada no bootstrapping financeiro para construir uma curva a termo.

## Triangularização
Uma matriz que é semelhante a uma matriz triangular é referida como triangularizável. Abstratamente, isso é equivalente à estabilização de uma flag: as matrizes triangulares superiores são precisamente aquelas que preservam a flag padrão, dada pela base ordenada padrão {\displaystyle (e_{1},\ldots ,e_{n})} e o sinalizador resultante {\displaystyle 0<\left\langle e_{1}\right\rangle <\left\langle e_{1},e_{2}\right\rangle <\cdots <\left\langle e_{1},\ldots ,e_{n}\right\rangle =K^{n}.} Todos os sinalizadores são conjugados (como o grupo linear geral age transitivamente nas bases), portanto, qualquer matriz que estabilize um sinalizador é semelhante a uma que estabiliza o sinalizador padrão.
Qualquer matriz quadrada complexa é triangularizável. De fato, uma matriz A sobre um campo contendo todos os autovalores de A (por exemplo, qualquer matriz sobre um campo algebricamente fechado) é semelhante a uma matriz triangular. Isso pode ser provado usando indução no fato de que A possui um vetor próprio, pegando o espaço quociente pelo vetor próprio e induzindo a mostrar que A estabiliza uma flag e, portanto, é triangularizável em relação à base dessa flag.
Uma afirmação mais precisa é dada pelo teorema da forma canônica de Jordan, que afirma que nessa situação, A é semelhante a uma matriz triangular superior de uma forma muito particular. Entretanto, o resultado mais simples da triangularização é suficiente e, em qualquer caso, é usado para provar o teorema da forma normal de Jordan .
No caso de matrizes complexas, é possível dizer mais sobre triangularização, a saber, que qualquer matriz quadrada A tem uma decomposição de Schur. Isto significa que A é unitariamente equivalente (isto é, semelhante, usando uma matriz unitária como mudança de base) a uma matriz triangular superior; isto segue tomando uma base eremita para a flag.

### Triangularização simultânea
Diz-se que um conjunto de matrizes {\displaystyle A_{1},\ldots ,A_{k}} é simultaneamente triangularizável se houver uma base na qual todas elas sejam triangulares superiores; equivalentemente, se eles são triangularizáveis superiores por uma única matriz de similaridade P. Esse conjunto de matrizes é mais facilmente entendido considerando-se a álgebra de matrizes que gera, ou seja, todos os polinômios no {\displaystyle A_{i},}, denotado {\displaystyle K[A_{1},\ldots ,A_{k}].}. A triangularizabilidade simultânea significa que essa álgebra é conjugada na subalgebra de Lie das matrizes triangulares superiores e é equivalente a essa álgebra ser uma subalgebra de Lie de uma subalgebra de Borel.
O resultado básico é que (em um campo algebricamente fechado), as matrizes pendulares{\displaystyle A,B} ou mais geralmente {\displaystyle A_{1},\ldots ,A_{k}} são simultaneamente triangularizáveis. Isso pode ser comprovado mostrando primeiro que as matrizes de comutação têm um vetor próprio e, em seguida, induzindo na dimensão como antes. Isso foi comprovado por Frobenius, a partir de 1878, para um par pendular, como discutido em matrizes pendulares. Quanto a uma única matriz, sobre os números complexos, estes podem ser triangularizados por matrizes unitárias.
O fato de as matrizes de comutação terem um vetor próprio em comum pode ser interpretado como resultado do Hilbert Nullstellensatz: matrizes de comutação formam uma álgebra comutativa {\displaystyle K[A_{1},\ldots ,A_{k}]} sobre{\displaystyle K[x_{1},\ldots ,x_{k}]}  que podem ser interpretados como um a variedade no espaço afim da dimensão k e a existência de um valor próprio (comum) (e, portanto, um vetor próprio) correspondem a essa variedade com um ponto (não vazio), que é o conteúdo da (fraca) Nullstellensatz. Em termos algébricos, esses operadores correspondem a uma representação algébrica da álgebra polinomial em k variáveis.
Isso é generalizado pelo teorema de Lie, que mostra que qualquer representação de uma álgebra de Lie solucionável é simultaneamente triangularizável superior, o caso de matrizes de comutação sendo o caso da álgebra de abeliano, sendo o abeliano um solucionável por maior tempo.
De maneira mais geral e precisa, um conjunto de matrizes {\displaystyle A_{1},\ldots ,A_{k}} é simultaneamente triangularizável se e somente se a matriz {\displaystyle p(A_{1},\ldots ,A_{k})[A_{i},A_{j}]} é nilpotente para todos os polinômios p em k variáveis não comutativas, onde {\displaystyle [A_{i},A_{j}]} é o comutador; para comutar {\displaystyle A_{i}} o comutador desaparece, então isso é válido. Isso foi comprovado em (Drazin, Dungey & Gruenberg 1951); uma breve prova é apresentada em (Prasolov 1994, pp. 178-179). Uma direção é clara: se as matrizes são simultaneamente triangularizáveis, então {\displaystyle [A_{i},A_{j}]} é estritamente triangularizável superior (portanto, nilpotente), o que é preservado pela multiplicação por qualquer {\displaystyle A_{k}} ou combinação dos mesmos - ele ainda terá zeros na diagonal na base triangularizante.
Como o produto de duas matrizes triangulares superiores é novamente triangular superior, o conjunto de matrizes triangulares superiores forma uma álgebra. Álgebras de matrizes triangulares superiores têm uma generalização natural na análise funcional que produz álgebras de ninhos nos espaços de Hilbert.
Uma matriz não quadrada (ou algumas vezes qualquer) com zeros acima (abaixo) da diagonal é chamada de matriz trapezoidal inferior (superior). As entradas diferentes de zero formam a forma de um trapézio.

## Subgrupos Borel e subálgebras Borel
O conjunto de matrizes triangulares invertíveis de um determinado tipo (superior ou inferior) forma um grupo, na verdade um grupo de Lie, que é um subgrupo do grupo linear geral de todas as matrizes invertíveis. Uma matriz triangular é invertível precisamente quando suas entradas diagonais são invertíveis (diferentes de zero).
Sobre os números reais, esse grupo é desconectado, tendo {\displaystyle 2^{n}} componentes de acordo, pois cada entrada diagonal é positiva ou negativa. O componente de identidade são matrizes triangulares invertíveis com entradas positivas na diagonal, e o grupo de todas as matrizes triangulares invertíveis é um produto semidireto desse grupo e entradas diagonais com {\displaystyle \pm 1} na diagonal, correspondendo à componentes.
A álgebra de Lie do grupo Lie de matrizes triangulares superiores invertíveis é o conjunto de todas as matrizes triangulares superiores, não necessariamente invertíveis, e é uma álgebra de Lie solucionável. Estes são, respectivamente, o subgrupo B de Borel padrão do grupo de Lie GLn e o subálgebra padrão de Borel{\displaystyle {\mathfrak {b}}} da álgebra de Lie GLn.
As matrizes triangulares superiores são precisamente aquelas que estabilizam a flag padrão. Os invertíveis entre eles formam um subgrupo do grupo linear geral, cujos subgrupos conjugados são aqueles definidos como estabilizadores de algumas (outras) flags completas. Esses subgrupos são subgrupos Borel. O grupo de matrizes triangulares inferiores invertíveis é um subgrupo desse tipo, uma vez que é o estabilizador da flag padrão associada à base padrão na ordem inversa.
O estabilizador de uma flag parcial obtido esquecendo algumas partes da flag padrão pode ser descrito como um conjunto de matrizes triangulares superiores do bloco (mas seus elementos não são todas matrizes triangulares). Os conjugados desse grupo são os subgrupos definidos como o estabilizador de algum sinalizador parcial. Esses subgrupos são chamados de subgrupos parabólicos.
Exemplos
O grupo de 2 por 2 matrizes unitriangulares superiores é isomórfico ao grupo aditivo do campo de escalares; no caso de números complexos, corresponde a um grupo formado por transformações parabólicas de Möbius; as matrizes unitriangulares superiores de 3 por 3 formam o grupo Heisenberg.

## Formas Especiais

### Matriz unitriangular
Se as entradas na diagonal principal de uma matriz triangular (superior ou inferior) forem todas iguais a 1, a matriz será denominada (superior ou inferior) unitriangular. Todas as matrizes unitriangulares são unipotentes. Outros nomes usados para essas matrizes são triangulares unitárias (superior ou inferior) (das quais "unitriangular" pode ser uma contração) ou muito raramente triangulares normatizadas (superior ou inferior). No entanto, uma matriz triangular unitária não é igual à matriz unitária, e uma matriz triangular normatizada não tem nada a ver com a noção de norma matricial. A matriz identidade é a única matriz unitriangular superior e inferior.
O conjunto de matrizes unitriangulares formam um grupo de Lie.

### Matriz estritamente triangular
Se todas as entradas na diagonal principal de uma matriz triangular (superior ou inferior) forem 0, a matriz será denominada triangular estritamente (superior ou inferior). Todas as matrizes estritamente triangulares são nilpotentes, e o conjunto de matrizes triangulares estritamente superiores (ou inferiores) forma uma álgebra de Lie nilpotente, denotada {\displaystyle {\mathfrak {n}}.}. Essa álgebra é a álgebra de Lie derivada de {\displaystyle {\mathfrak {b}}}, a álgebra de Lie de todas as matrizes triangulares superiores; em símbolos, {\displaystyle {\mathfrak {n}}=[{\mathfrak {b}},{\mathfrak {b}}]}. Além disso, {\displaystyle {\mathfrak {n}}} é a álgebra de Lie do grupo Lie de matrizes unitriangulares.
De fato, pelo teorema de Engel, qualquer álgebra de Lie nilpotente de dimensão finita é conjugada a uma subalgebra das matrizes triangulares estritamente superiores, ou seja, uma álgebra de Lie nilpotente de dimensão finita é simultaneamente estritamente triangularizável superior.

### Matriz triangular atômica
Uma matriz triangular atômica (superior ou inferior) é uma forma especial de matriz unitriangular, na qual todos os elementos fora da diagonal são zero, exceto as entradas em uma única coluna. Essa matriz também é chamada matriz de Frobenius, matriz de Gauss ou matriz de transformação de Gauss. Portanto, uma matriz triangular inferior atômica é da forma
{\displaystyle \mathbf {L} _{i}={\begin{bmatrix}1&&&&&&&0\\0&\ddots &&&&&&\\0&\ddots &1&&&&&\\0&\ddots &0&1&&&&\\&&0&\ell _{i+1,i}&1&&&\\\vdots &&0&\ell _{i+2,i}&0&\ddots &&\\&&\vdots &\vdots &\vdots &\ddots &1&\\0&\dots &0&\ell _{n,i}&0&\dots &0&1\\\end{bmatrix}}.}
O inverso de uma matriz triangular atômica é novamente triangular atômica. De fato, tem-se
{\displaystyle \mathbf {L} _{i}^{-1}={\begin{bmatrix}1&&&&&&&0\\0&\ddots &&&&&&\\0&\ddots &1&&&&&\\0&\ddots &0&1&&&&\\&&0&-\ell _{i+1,i}&1&&&\\\vdots &&0&-\ell _{i+2,i}&0&\ddots &&\\&&\vdots &\vdots &\vdots &\ddots &1&\\0&\dots &0&-\ell _{n,i}&0&\dots &0&1\\\end{bmatrix}},}
isto é, as entradas fora da diagonal são substituídas na matriz inversa pelos seus inversos aditivos.
Exemplo
A matriz
{\displaystyle {\begin{bmatrix}1&0&0&0\\0&1&0&0\\0&4&1&0\\0&2&0&1\\\end{bmatrix}}}
é triangular inferior atômica. Sua inversa é
{\displaystyle {\begin{bmatrix}1&0&0&0\\0&1&0&0\\0&-4&1&0\\0&-2&0&1\\\end{bmatrix}}.}